# Israel Vázquez
Pour les articles homonymes, voir Vázquez et Castañeda.
Vázquez  Castañeda est un nom espagnol. Le premier nom de famille, en général paternel, est Vázquez ; le second, en général maternel, souvent omis, est Castañeda.
Israel Vázquez est un boxeur mexicain, né le 25 décembre 1977 à Mexico et mort d'un cancer le 2 décembre 2024 à Los Angeles,.

## Carrière
Israel Vázquez devient champion du monde des poids super-coqs IBF le 25 mars 2004 en battant Jose Luis Valbuena par arrêt de l'arbitre au 12e round. Destitué en 2005 malgré deux défenses victorieuses face à Artyom Simonyan et Armando Guerrero, il bat Óscar Larios le 3 décembre 2005 et remporte à l'issue de ce combat la ceinture WBC.
Vázquez remet son titre en jeu face à Ivan Hernandez puis Jhonny Gonzalez (victoires aux 4e et 10e rounds) avant d'être battu par Rafael Márquez le 3 mars 2007 (abandon à l'appel de la 8e reprise en raison de son nez cassé). Il prendra sa revanche le 4 août 2007 (arrêt de l'arbitre au 6e round) puis plus difficilement aux points le 1er mars 2008. 
En décembre, la WBC attribue à Vázquez le statut de champion émérite : le mexicain étant momentanément arrêté pour se faire opérer d'un décollement de la rétine, son titre est déclaré vacant mais ce statut lui permet de livrer un combat contre le champion du moment dès son retour. 
Le 22 mai 2010, Márquez remporte le 4e affrontement entre les deux boxeurs par arrêt de l'arbitre au 3e round.